# TypeScript
Тајпскрипт (TypeScript) je бесплатан програмски језик отвореног кода, који развија и одржава Мајкрософт. Строг је надскуп Јаваскрипта, и додаје језику опциону статичку типизацију и објектну оријентисаност. Андерс Хејлсберг, водећи архитекта програмских језика C#, Delphi и Turbo Pascal, радио је на развоју Тајпскрипта. Тајпскрипт се може користити за развој Јаваскрипт апликација за извршавање на клијенту или серверу (Node.js).
Дизајниран је за развој великих апликација и компајлира се у Јаваскрипт. Како је надскуп Јаваскрипта, сви постојећи Јаваскрипт програми су такође и валидни Тајпскрипт програми.
Подржава хедер фајлове који могу да садрже типовске информације за постојеће Јаваскрипт библиотеке, омогућавајући тиме другим програмима да користе објекте дефинисане у хедер фајловима као да су снажно типизирани Тајпскрипт објекти.
Тајпскрипт компајлер је и сам написан у Јаваскрипту и лиценциран под Apache 2 лиценцом.
Тајпскрипт је укључен као језик прве класе у Microsoft Visual Studio 2013 (Update 2) развојном окружењу и новијим, уз C# и остале Мајкрософтове језике. Званична екстензија омогућава рад у Тајпскрипту и у Visual Studio 2012.

## Дизајн језика
Тајпскрипт је настао због перципираних недостатака Јаваскрипта за развој великих апликација од стране Мајкрософта и њихових клијената. Изазови са комплексним Јаваскрипт кодом довели су до потражње за прилагођеним алатима за би се олакшао развој компоненти у језику.
Дизајнери Тајпскрипта тражили су решење које неће изгубити компатибилност са стандардом и његовом вишеплатформском подршком. Знајући за тренутни предлог за ECMAScript стандард који је обећавао подршку за класе у будућности, Тајпскрипт су засновали по том предлогу. То је довело до Јаваскрипт компајлера са скупом синтаксичких језичких проширења, надскупом заснованим на предлогу, који претвара проширења у обичан Јаваскрипт. На овај начин, Тајпскрипт је поглед у то шта се може очекивати од ECMAScript 6 стандарда. Јединствени аспект који није у предлогу, али је додао у Тајпскрипт је опциона статичка типизација.

## Могућности језика
Тајпскрипт је језичко проширење које додаје могућности ECMAScript 5. Додатне могућности су:
- Типовски потписи и провера типова за време компилације
- Дедукција типа података
- Класе
- Интерфејси
- Бројачки тип
- Mixin
- Генерици
- Модуларно програмирање[10]
- Скраћена "стрелица" синтакса за анонимне функције
- Опциони параметри и подразумевани параметри
- Tuple

Синтаксички, Тајпскрипт је врло сличан JScript .NET, још једној Мајкрософтовој имплементацији ECMA-262 језичког стандарда који је додао подршку за статичку типизацију и класичну објектну оријентисаност кроз класе, наслеђивање, интефејсе и именске просторе.